# Retzau
Retzau ist ein Ortsteil der Stadt Raguhn-Jeßnitz im Landkreis Anhalt-Bitterfeld in Sachsen-Anhalt.

## Geografie
Retzau liegt zwischen Dessau-Roßlau und Halle (Saale) am Rande des Biosphärenreservates Mittelelbe an der Mulde.

## Geschichte
Am 1. Januar 2010 schlossen sich die bis dahin selbstständigen Gemeinden Retzau, Marke, Altjeßnitz, Schierau, Thurland und Tornau vor der Heide sowie die Städte Jeßnitz (Anhalt) und Raguhn zur Stadt Raguhn-Jeßnitz zusammen. Gleichzeitig wurde die Verwaltungsgemeinschaft Raguhn, zu der Retzau gehörte, aufgelöst.

## Politik

### Wappen
Das Wappen wurde am 10. Oktober 2007 durch den Landkreis genehmigt.
Blasonierung: „In Silber schragenweise gestellt vier grüne Eichenblätter, belegt mit vier kreuzweise gestellten goldenen Ähren, belegt mit vier schragenweise gestellten goldenen Eicheln mit grünen Kapseln.“
Die Farben der ehemaligen Gemeinde sind – abgeleitet von der Farbe des Hauptwappenmotivs (Eichenblätter) und der Tinktur des Schildes – Grün-Silber (Weiß).
Das Wappen wurde vom Magdeburger Kommunalheraldiker Jörg Mantzsch gestaltet. Es reflektiert den Umstand, dass Retzau umgeben von Eichen einst Kornlieferant u. a. für die Stadt Dessau war.

### Flagge
Die Flagge ist Grün-Weiß (1:1) gestreift (Querform: Streifen waagerecht verlaufend; Längsform: Streifen senkrecht verlaufend) und mittig mit dem Gemeindewappen belegt.

## Kultur und Sehenswürdigkeiten
- Naturlehrpfad: auf über zwei Kilometern wird die heimische Flora und Fauna präsentiert.
- Die örtliche Freiwillige Feuerwehr hat eine Jugendfeuerwehr und benutzt ein Feuerwehrhaus.

## Wirtschaft und Infrastruktur

### Verkehr
Westlich der Gemeinde verläuft die Bundesautobahn 9, von Leipzig nach Berlin, und die Bundesstraße 184 Bitterfeld-Wolfen – Dessau-Roßlau.